# Logos (hermetický časopis)
Logos je obnovený český hermetický časopis.
Původně byl vydáván od roku 1990. Nesl podtitul Sborník pro esoterní chápání života a kultury. Vycházel víceméně jednou ročně, s přestávkou způsobenou pandemií covidu-19. Aktuální je dvojčíslo 2023/2024. 
Přináší témata z architektury, alchymie, historie hermetismu, dotýká se populární esoteriky, obsahuje eseje a jiné útvary.